# Ralu Filip
Ralu Traian Filip (n. 30 august 1959 – d. 22 mai 2007, București) a fost un jurist și jurnalist român, care a îndeplinit funcția de Președinte al Consiliului Național al Audiovizualului între anii 2002 și 2007.

## Biografie
Ralu Traian Filip s-a născut la data de 30 august 1959. A absolvit Facultatea de Drept din București în anul 1984 și a profesat ca avocat în Baroul Urziceni (1984-1990) și în Baroul București (1990-1991). Din cauza opiniilor sale critice la adresa regimului comunist a intrat în vizorul Securității și i s-a întocmit dosar de urmărire sub numele „Firul”, primit ulterior de la Consiliul Național pentru Studierea Arhivelor Securității. În anul 1991, a părăsit Baroul din cauza incompatibilității dintre profesia de avocat și cea de jurnalist.
Din anul 1991 și până în octombrie 2001 lucrează ca jurnalist la Curierul Național, mai întâi ca șef de secție, redactor șef adjunct, ajungând până la funcția de senior editor al publicației. Din anul 1998, este membru fondator și director al Casa NATO în România (organizație non-guvernamentală). Între anii 2000 și 2002 a realizat emisiunea TV „Scurt pe doi” în cadrul postului TVR 1.
La data de 1 iulie 2002, Ralu Filip a fost ales în funcția de membru al Consiliului Național al Audiovizualului, la propunerea Camerei Deputaților. Din data de 9 decembrie 2002, a fost numit de către Parlament ca Președinte al C.N.A. pentru un mandat de 4 ani conform HG nr. 38/9 decembrie 2002, mandat care a fost prelungit la 6 ani conform legii.
În calitate de președinte al CNA, Ralu Filip prezintă în cadrul unor reuniuni internaționale precum A XX - a Reuniune a Comitetului de contact pentru Directiva Televiziunea fără Frontiere (2003-2004) punctul de vedere al C.N.A. De asemenea, coordonează, în calitate de președinte COMPAR, licitațiile pentru desemnarea furnizorilor de date de audiență la televiziune, precum și o serie de activități în cadrul Proiectului PHARE.
A încetat din viață la data de 22 mai 2007 în  București, în urma unui infarct.
Ralu Filip vorbea limbile engleză și franceză. Era căsătorit și avea doi copii.

## Lucrări publicate
- Deceniu mare, politicieni mici. România 1990 – 1998 (Ed. Staff, 1999)